# Мер Єрусалима
Мер Єрусалима — вища посадова особа Єрусалиму, яка очолює вищий орган виконавчої влади міста — Мерія Єрусалиму. Мером Єрусалиму може стати громадянин Ізраїлю , який досяг тридцятирічного віку, обраний мешканцями міста на загальному голосуванні.
В даний час (з 23 жовтня 2013 року) посаду мера Єрусалиму займає Нір Баркат (2 термін).

## Історія

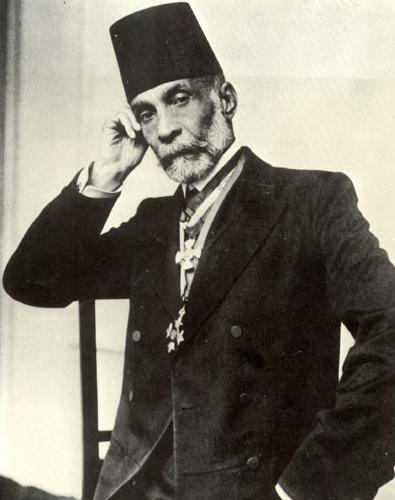
Муса аль-Хусейні (1918-1920)

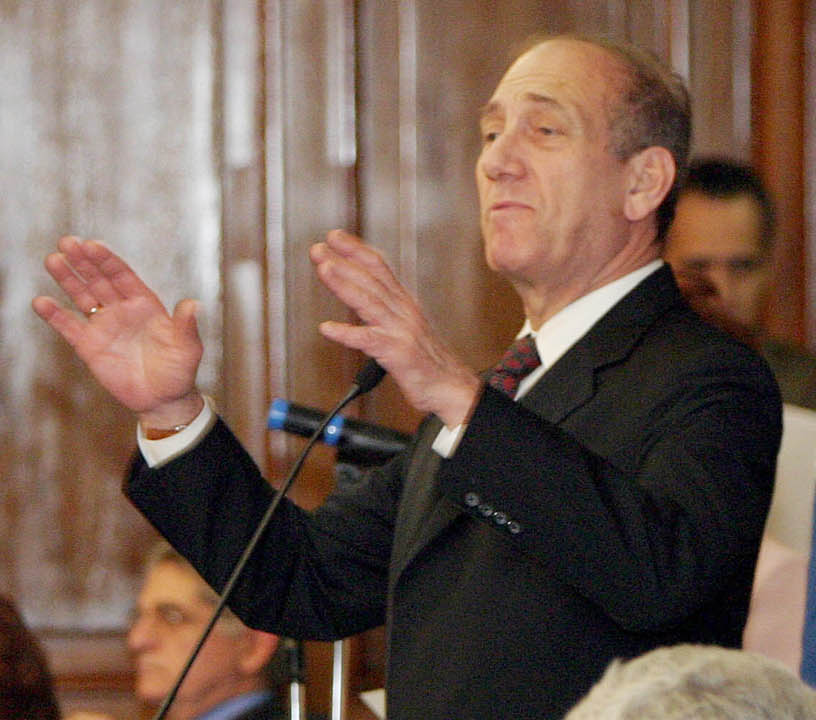
Ехуд Ольмерт (1993-2003)

Міська рада була створена в 1863 році під час панування Османської імперії в Палестині. За результатами Арабо-ізраїльської війни (1947-1949) Єрусалим був розділений між Ізраїлем (західна частина міста) і Трансйорданією (східна його частина). 13 грудня 1948 року парламент Трансіорданії прийняв закон про анексію окупованій нею території Палестини, що включає в тому числі і східний Єрусалим. 5 грудня 1949 року Ізраїль оголосив Єрусалим своєю столицею. До 1967 року цей статус поширювався тільки на західну частину міста. Трансйорданія (назва, означало територію східного берега р. Йордан) у квітні 1950 року оголосила Єрусалим своєю другою столицею, а після його анексії у складі західного берега Йордану, проголосила себе Йорданією, підкресливши цим її контроль над обома берегами річки.
Відповідно, з 1948 по 1967 роки в місті працювали дві мерії: ізраїльська і йорданська — в кожній з його частин.
За результатами Шестиденної війни (1967), на другий день якої Йорданія атакувала єврейську частину міста, весь Єрусалим перейшов під ізраїльський контроль. 27 червня 1967 року Ізраїль поширив свою юрисдикцію на Східний Єрусалим і частина прилеглих до нього територій, адміністративно передавши його під управління єдиного муніципалітету Єрусалиму.
У 1980 році Кнесет прийняв Закон про Єрусалим — «єдиної і неподільної столиці Ізраїлю», і таким чином офіційно анексував Східний Єрусалим, об'єднавши його в адміністративному відношенні з Західним.

## Повноваження мера Єрусалиму
Мер Єрусалима безпосередньо або через органи виконавчої влади міста Єрусалиму вирішує питання соціально-економічного розвитку міста Єрусалиму, здійснює управління міським господарством, виконує інші виконавчо-розпорядчі функції в межах своїх повноважень.
Мер Єрусалима:
- представляє місто Єрусалим у відносинах з органами державної влади, органами державної влади інших органами місцевого самоврядування або доручає представлення міста Єрусалиму іншим особам, являє місто Єрусалим на офіційних протокольних заходах, виконує інші представницькі функції;
- виступає від імені міста Єрусалим у межах компетенції, у випадках і в порядку, встановлених законодавством, законами міста Єрусалим, доручає виступати від імені міста Єрусалим органів виконавчої влади міста, посадовим особам, органам місцевого самоврядування, а також юридичним особам і громадянам;
- укладає договори та угоди в порядку, передбаченому законодавством і законами міста Єрусалим;
- визначає структуру виконавчих органів влади міста Єрусалим;

У випадках, що загрожують безпеці і здоров'ю жителів міста Єрусалим, нормальному функціонуванню систем життєзабезпечення міста, підтримання правопорядку, мер Єрусалиму вправі приймати необхідні заходи щодо попередження екстремальних обставин чи ліквідації їх наслідків з подальшим негайним повідомленням тих органів державної влади, в компетенцію яких входить рішення даних питань.
З питань своєї компетенції мер Єрусалиму видає обов'язкові для виконання на всій території міста Єрусалиму розпорядження та здійснює контроль за їх виконанням.
Мер Єрусалима має печатку із зображенням герба міста Єрусалима і посадовий знак. Термін повноважень мера Єрусалиму — 5 років.

## Мери Єрусалима

### 1848-1948
- Муса аль-Аламі (час правління невідомо)
- Ахмад Ага Дуздар (1848-1863)
- Абдельрахман аль-Даяни (1863-1882)
- Селім аль-Хусейні (1882-1897)
- Юсуф аль-Халиди (1899-1907)
- Файди аль-Аламі (1907-1909)
- Хусейн аль-Хусейні (1909-1917)
- Військовий губернатор (1917)
- Ареф аль-Даджані (1917-1918)
- Муса аль-Хусейні (1918-1920)
- Рариб аль-Нашашиби (1920-1934)
- Хусейн аль-Халиди (1934-1937)
- Даніель Остер (1937-1938)
- Мустафа аль-Халиди (1938-1944)
- Даніель Остер (1944-1945)
- Муніципальна рада (1945-1948)

### 1948-1967

#### Мери західної частини Єрусалиму (Ізраїль)
- Військовий губернатор Дов Йосеф (1948-1949)
- Даніель Остер (1950-1951)
- Залман Шрагаи (1951-1952)
- Іцхак Карів (1952-1955)
- Гершон Агрон (1955-1959)
- Мордехай Іш-Шалом (1959-1965)
- Тедді Колек (1965-1967)

#### Мери Східного Єрусалима (Аль-Кудс, Йорданія)
- Анвар аль-Хатіб (1948-1950)
- Аріф аль-Аріф (1950-1951)
- Ханна Аталлах (1951-1952)
- Омар Ваари (1952-1955)
- Муніципальна рада (1955-1957)
- Рухи аль-Хатіб (1957-1967)

### З 1967 року

#### Об'єднаний Єрусалим (Ізраїль)
| № | Мер            | Фотографія | Період керівництва | Період керівництва | Партійність             | Примітка |
| - | -------------- | ---------- | ------------------ | ------------------ | ----------------------- | -------- |
| 1 | Тедді Колек    |            | 1967               | 1993               | МАПАЙ                   |          |
| 2 | Ехуд Ольмерт   |            | 1993               | 2003               | Лікуд                   |          |
| 3 | Урі Луполянски |            | 2003               | 2008               | Дегель Тора             |          |
| 4 | Нір Баркат     |            | 2008               |                    | Єрусалим досягне успіху |          |

#### Номінальні мери Східного Єрусалима (Аль-Кудс)
- Рухи аль-Хатіб (1967-1994, не міг виконувати обов'язки)
- Амін аль-Маджадж (1994-1998, не міг виконувати обов'язки)[5]
- Заки аль-Гуль (з 1999 року, не може виконувати обов'язки)